# Lycaena epixanthe
Lycaena epixanthe is een vlinder uit de familie van de Lycaenidae. De wetenschappelijke naam van de soort is voor het eerst geldig gepubliceerd in 1833 door Jean Baptiste Boisduval. De soor komt voor in het midden en oosten van Noord-Amerika.